# Domingo Arenas
Domingo Arenas Pérez (Zacatelco, Tlaxcala, 4 de agosto de 1888-Huexocuapan, Puebla, 30 de agosto de 1917) fue un militar mexicano que participó en la Revolución mexicana. Fue hijo de Francisco Arenas y de Margarita Pérez, ambos de origen campesino.
Trabajó como pastor de ganado, repartidor de pan y obrero en diversas fábricas. Al estallar la lucha contra Porfirio Díaz ingresó a las fuerzas maderistas a las órdenes del general Felipe Villegas. Su hermano, Cirilo Arenas Pérez fue el maderista más importante de Tlaxcala, después de proclamado el Plan de Ayala se adhirió prontamente y tuvo importantes luchas de armas tanto en Tlaxcala como en Puebla.

## Inicios
De Zacatelco salieron los generales tlaxcaltecas, oficiales y soldados agremiados. Domingo Arenas, Cirilo y Emeterio del mismo apellido que procedían de Zacatelco, participaron a las órdenes del general Felipe Villegas. Cirilo Arenas fue el maderista más importante de Tlaxcala, después de proclamado el Plan de Ayala se adhirió prontamente y tuvo importantes luchas de armas tanto en Tlaxcala como en Puebla. Cirilo Arenas a principios de 1914 ya ostentaba el grado de general como otros tlaxcaltecas que operaban en la zona limítrofe con la de Puebla. El 20 de agosto de 1914 al frente de más de 500 hombres tomó la capital de Tlaxcala.

## Zapatismo
Al difundirse el Plan de Ayala se adhirió con sus fuerzas al movimiento zapatista, operando en Tlaxcala y en Puebla. Miembro de las fuerzas tlaxcaltecas que a finales de 1913 reconocieron a Venustiano Carranza. A principios de 1914 ya ostentaba el grado de General de brigada. El 20 de agosto de 1914 tomó la Capital de Tlaxcala al mando de 500 hombres, consolidando su posición como Jefe local. Respaldado por el Plan de Ayala realizó expropiaciones y repartos de tierras. Rompió con Venustiano Carranza y tuvo un representante en la Convención.
En diciembre de 1916 los constitucionalistas concertaron un pacto con Arenas: se unificaron ambas fuerzas; conservó su grado al igual que sus oficiales; recibió paga y pertrechos de la Secretaría de Guerra y se aprobaron las expropiaciones de tierras realizadas además de que el general Cesáreo Castro, hombre de confianza del general Pablo González Garza reconoció el sometimiento de Arenas en la hacienda de San Mateo Atzala, cerca de Huehuetzingo, el 1 de diciembre de 1916, por lo tanto Carranza confirmó a Arenas el grado de Gral. de División y le encomendaron la plaza de San Martín Texmelucan, Puebla. Emiliano Zapata tomó esta decisión como una traición; sin embargo, se hicieron intentos para que Arenas se rebelara contra Venustiano Carranza y se adhiriera a la causa Zapatista.

## Muerte

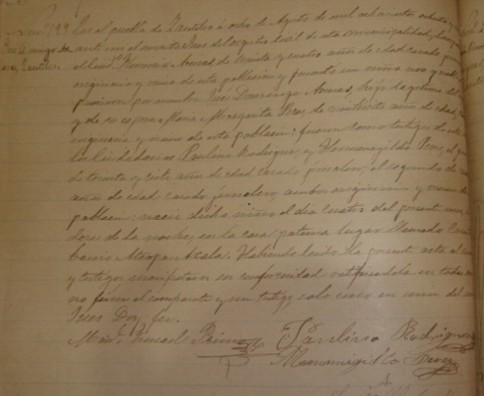
Acta de Nacimiento de Domingo Arenas

El 11 de junio de 1917 se realizó la primera entrevista en la cual Arenas prometió reconocer al gobierno de Venustiano Carranza. El 30 de agosto de 1917 Arenas, aparentemente, invitó a Gildardo Magaña Cerda y a Fortino Ayaquica Rangel a San Pedro Coaco (Puebla), al norte de Tochimilco, donde les pidió aceptasen una amnistía como la suya; esto provocó una agria disputa resultando muerto Domingo Arenas en 1917. Zapata recibió su cabeza en una caja.

## Nota del periódicoEl Correo MayorN° 101
Triste noticia les traigo, de un crimen que se cometió en contra de mi general Domingo Arenas, quién lo mátó fue el general Gildardo Magaña Cerda. El valiente Don Domingo invitó a Ayaquica y lo citó para que se sometiera con el Comandante Carranza, a quien sirvió. Ayaquica muy formal, le dijo que fuera a Aprisco y que allí lo esperaría para volver al aprisco. Con su noble corazón nunca temió una celada y con su estado mayor se dirigió a la Cataja. Avaquica lo esperaba rodeado de sus soldados. Le dio el abrazo de Judas, y se retiró. Con una astucia infernal Fortino estaba contento v le ofreció como amigo trabajar juntos para su intento. Díjo que muchos jefes de Zapata ya querían rendirse. Ya estaban cansados con la guerra pero seguían. El general creyó segura la rendición, pero nunca pensó llegaran a hacerle tan vil traición. Después que se pasó un rato de pláticas y promesas, le dijo que lo esperan y que se iba a retirar con sus fuerzas. El general muy confiado y bien tranquilo, quedó sin notar que por un flanco un bulto se levantó. Un coronel Zapatista sacó el révolver y por detrás le hizo varios disparos. La traición se realizó terrible con un cerco de hombres malvados que no dejaron ya que Arenas fuera por leales. Como perros rabiosos estos hombres malvados dispararon muchas balas que dieron blanco en su cuerpo después. Su cadáver fue arrastrado y aventado a los llanos para ver quienes lo querían recoger. Así terminó su vida el bravo luchador que creyó en la hermandad y la buena fe de los zapatistas.